# Fahrenheit 451 (filme)
Fahrenheit 451 (Brasil: Fahrenheit 451 / Portugal: Grau de Destruição) é a adaptação cinematográfica do romance homônimo de Ray Bradbury, dirigida por François Truffaut em 1966. A trilha sonora é de Bernard Herrmann (compositor favorito de Alfred Hitchcock), e a direção de fotografia de Nicolas Roeg.

## Sinopse
Num futuro hipotético, os livros e toda forma de escrita são proibidos por um regime totalitário, sob o argumento de que fazem as pessoas infelizes e improdutivas.
Se alguém é flagrado lendo é preso e "reeducado". Se uma casa tem muitos livros e um vizinho denuncia, os "bombeiros" são chamados para incendiá-la. Montag é um desses bombeiros. Chamado para agir numa casa "condenada", ele começa a furtar livros para ler. Seu comportamento começa a mudar, até que sua mulher, Linda, desconfia e o denuncia. Enquanto isso, ele mantém amizade com Clarisse, uma mulher que conhecera no metrô. 
Ela o incentiva e, quando ele começa a ser perseguido (e morto, segundo a versão divulgada na TV pelo governo), ela o leva à terra dos homens-livro, uma comunidade formada por pessoas que memorizavam seus livros e também eram perseguidas. Essas pessoas decoravam os livros, para publicá-los quando não fossem mais proibidos, e os destruíam.

## Elenco
| Nome           | Personagem                   |
| -------------- | ---------------------------- |
| Oskar Werner   | Guy Montag                   |
| Julie Christie | Clarisse / Linda Montag      |
| Cyril Cusack   | Capitão Beatty               |
| Anton Diffring | Fabian                       |
| Jeremy Spenser | Homem com a maçã             |
| Gillian Aldam  | Mulher judoka                |
| Ann Bell       | Doris                        |
| Arthur Cox     | Enfermeiro                   |
| Kevin Elder    | Robert                       |
| Joan Francis   | Telefonista                  |
| Arthur Haynes  | Homem do trem com computador |
| Caroline Hunt  | Helen                        |
| Edward Kaye    | Homem judoka                 |
| Mark Lester    | Escolar #2                   |

## Principais prêmios e indicações
BAFTA 1967 (Reino Unido)
- Indicado na categoria de melhor atriz (Julie Christie).

Festival de Veneza 1966 (Itália)
- Foi indicado ao prêmio Leão de Ouro

Hugo
- Indicado Categoria Melhor Apresentação Dramática

## Produção
- Os créditos iniciais do filme não são escritos, mas narrados, para antecipar o clima de leitura proibida. Nesse momento, são mostradas várias antenas de TV nas casas.[2]
- O ator Oskar Werner se desentendeu com o diretor, e mudou o cabelo na última cena só para gerar um erro proposital de continuidade.[3]
- Entre as obras queimadas durante uma ação dos bombeiros, podem-se ver Fahrenheit 451 — o livro que deu origem ao filme — e a revista Cahiers du Cinéma, revista na qual o diretor escrevia.[2]
- Um diálogo entre Montag e seu superior no esquadrão:

| “ | — O que faz nas horas de folga, Montag? — Muita coisa... corto a grama... — E se fosse proibido? — Ficaria olhando crescer, senhor. — Você tem futuro. | ” |

- Fahrenheit 451 é uma referência à temperatura de queima do papel.[2]
- Este é o único filme em inglês e o primeiro em cores de Truffaut.[3]